# Indiana General Assembly

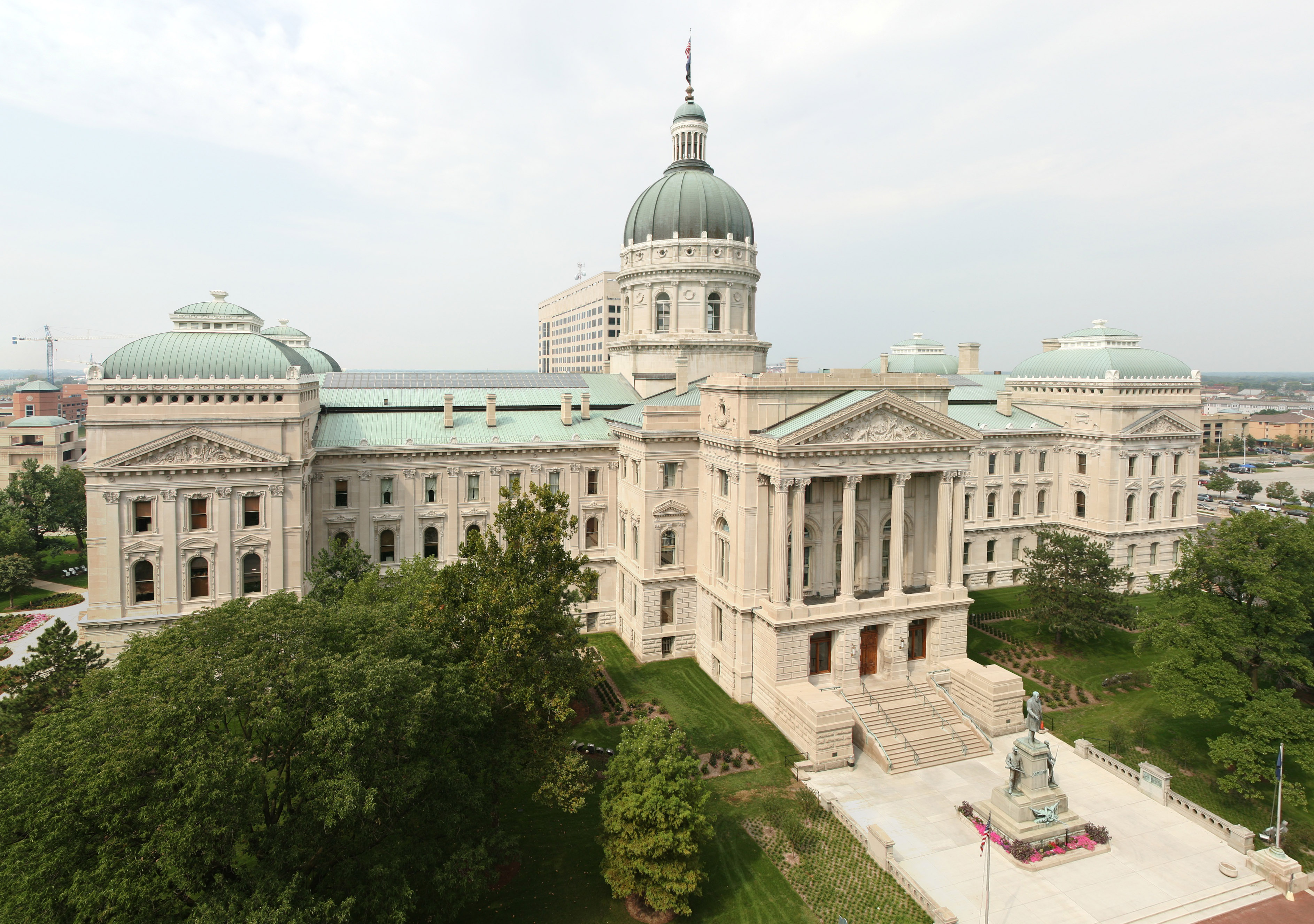
Die General Assembly tagt im Indiana Statehouse

Die Indiana General Assembly ist die State Legislature und damit die Legislative des US-Bundesstaats Indiana und wurde durch die staatliche Verfassung 1816 geschaffen. Sie besteht aus dem Repräsentantenhaus von Indiana, das als Unterhaus fungiert, sowie dem Senat von Indiana als Oberhaus. Die General Assembly tagt im Indiana Statehouse in Indianapolis, das auch Sitz des Gouverneurs und seines Stellvertreters ist.
Das Repräsentantenhaus besteht aus 100 Mitgliedern, der Senat aus 50. Das Repräsentantenhaus wird für zwei Jahre gewählt. Die Amtszeit der Senatoren beträgt vier Jahre, jeweils die Hälfte des Senats wird gleichzeitig mit dem Repräsentantenhaus gewählt. Der Wahltag fällt mit dem des Bundeskongresses zusammen.
Wählbar sind US-Bürger, die seit mindestens zwei Jahren in Indiana und mindestens ein Jahr im entsprechenden Wahlbezirk leben. Das Mindestalter beträgt 25 Jahre für den Senat, 21 Jahre für das Repräsentantenhaus.
Die National Conference of State Legislatures (NCSL) ordnet die General Assembly von Indiana als „hybrid“ zwischen einem Vollzeit- und einem Teilzeitparlament ein. Mit einer Vergütung von 27.204 USD pro Jahr und 184 USD pro Sitzungstag (2020) liegen die Abgeordneten im unteren Bereich der Staatsparlamentarier.